# Cephalantheropsis laciniata
Cephalantheropsis laciniata är en orkidéart som beskrevs av Paul Ormerod. Cephalantheropsis laciniata ingår i släktet Cephalantheropsis och familjen orkidéer. Inga underarter finns listade i Catalogue of Life.